# Manya, die Türkin
Manya, die Türkin ist der Titel eines stummen Detektiv- und Abenteuerdramas, das Harry Piel 1915 nach einem eigenen Drehbuch für die Luna Film des Filmproduzenten Max Maschke mit Fritz Kortner und Kurt Vespermann in den Hauptrollen realisiert hat. Es gehört in die „Detektiv Voss“-Reihe, die in diesem Jahre entstand.

## Handlung
Eine zwischen Berlin und Konstantinopel spielende Kriminalhandlung, in die der Detektiv selbst verstrickt wird.
„Ein entsprungener Sträfling rettet ein junges Liebespaar aus den Händen seiner einstigen Kameraden, indem er sich selbst opfert.“ (Kinematographische Rundschau Nr. 384, S. 39)

## Produktionsnotizen
Der Film war die Produktion Nr. 134 der Luna Film Berlin und wurde von Gotthardt Wolf fotografiert. Die Dreharbeiten fanden in der Märkischen Heide in Brandenburg statt.
Die Polizei Berlin verhängte über den Film unter der Nr. 15.23 ein Jugendverbot.
Die Uraufführung fand im Mai 1915 in Berlin statt.
In Österreich gab es eine Pressevorführung am Montag, den 5. Juli 1915 auf der Filmbörse, Wien VII., Neubaugasse 5.
Der Film wurde ab 30. August 1915 unter dem Titel Manya, a török lány auch in Ungarn  gezeigt.

## Rezeption
Der Film wird erwähnt in
- Erste Internationale Kinematographenzeitschrift No. 24, 1915
- Kinema/Zürich No. 18, 1915
- Kinematographische Rundschau Nr. 382, 1915
- Kinematographische Rundschau Nr. 383, 1915
- Kinematographische Rundschau Nr. 384, 1915
- Lichtbildbühne No. 18, 1915
- Lichtbildbühne No. 16, 1915
- Lichtbildbühne No. 20, 1915

und ist registriert bei
- Lamprecht Vol. 15 No. 250
- Birett, Verzeichnis in Deutschland gelaufener Filme, (München) No. 207, 1915

In der Kinematographischen Rundschau Nr. 382 vom 4. Juli 1915 kündigte das Filmhaus Anna Christensen, Wien VI.Bezirk, Mariahilferstr. Nr. 53, in einer Werbeanzeige den Film als „erstklassigen Luna Schlager in 4 Akten, inszeniert von Harry Piel“ an.
In der Kinematographischen Rundschau Nr. 383 vom 11. Juli 1915 wurde “Manya die Türkin” als „ein Künstlerdrama“ bezeichnet, „bei dem insbesondere die Trägerin der Hauptrolle und die hübsche Ausstattung jener Szenen, die in der jetzt so aktuellen Türkei spielen, fesseln.“
Die Kinematographische Rundschau Nr. 384 vom 18. Juli 1915 bot eine Werbeanzeige des Filmhauses Anna Christensen mit
einem Standbild aus dem Film und darunter eine kurze Inhaltsangabe.
Die Geschichte erschien auch als Heftroman (Band 25 “Manja die Türkin”) der Reihe “Harry Piel, der tollkühne Detektiv” im Speka-Verlag, Leipzig.